# 宗家村 (章丘市)
宗家村，中华人民共和国山东省济南市章丘市高官寨镇所辖的一个行政村。全行政村人口231户928人。耕地面积1495亩。行政区划代码370181114204。